# MG 13
La Maschinengewehr 13 o MG 13 era una mitragliatrice media ad uso generalizzato della Repubblica di Weimar, ottenuta per riprogettazione della misconosciuta Dreyse MG 1918, una mitragliatrice media raffreddata ad acqua.

## Storia

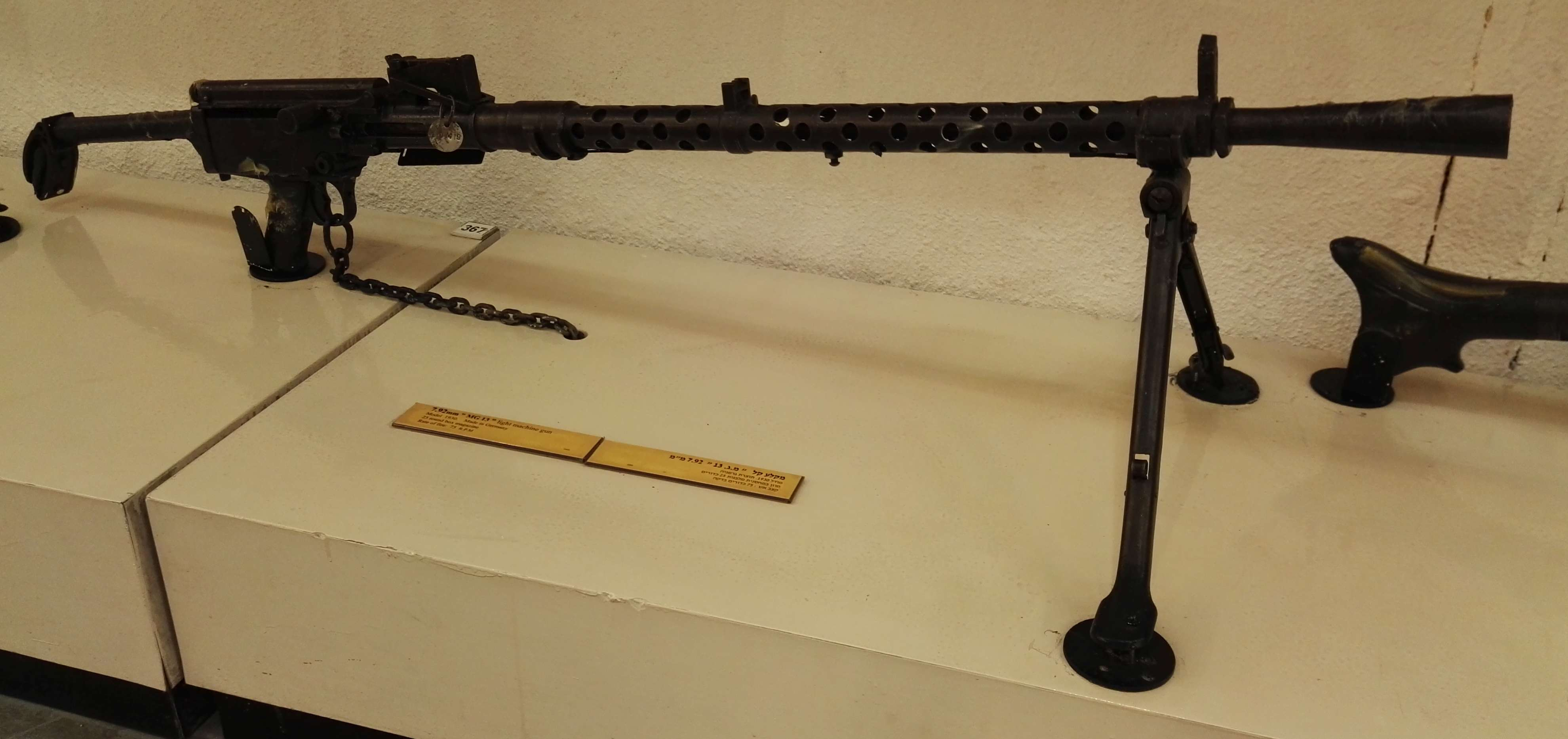
Una mitragliatrice MG 13 conservata presso il Batey-ha-Osef Museum di Tel Aviv, Israele.

Nel 1928 la Reichswehr ordinò di riprogettare la mitragliatrice media Dreyse MG 1918 raffreddata ad acqua dando vita alla nuova MG 13, raffreddata ad aria, che fu introdotta in servizio da nel 1930 come mitragliatrice leggera standard. La produzione avvenne presso la fabbrica Simson & Co. di Suhl, e terminò nel 1935 con l'adozione della più moderna MG 34. Ne venne realizzata una versione a canna più corta adatta all'utilizzo sui carri armati Panzer I, denominata MG 13K (da kurz, "corto") e ottenuta dalla trasformazione delle armi esistenti. Tale versione era dotata di caricatore da 75 colpi posizionato sul lato sinistro al fine di ridurre l'altezza complessiva della mitragliatrice.

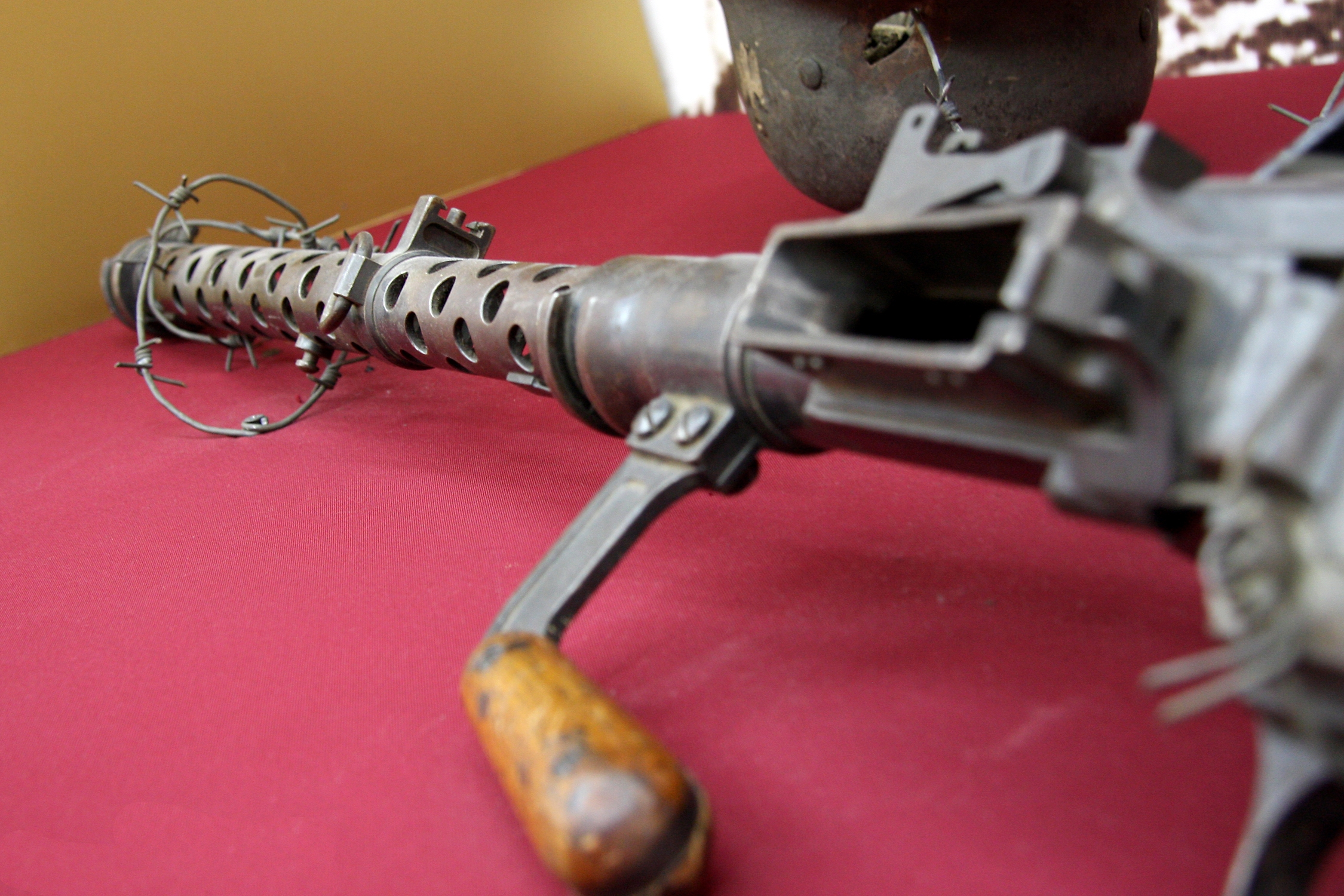
Una mitragliatrice MG 13 conservata presso il Museo Memoriale della Grande Guerra Patriottica di Kazan', Russia.

Rapidamente rimpiazzata da modelli più leggeri ed economici, come la MG 34 e, più tardi, la MG 42, fu ufficialmente dismessa dal servizio di prima linea nel 1934 e la maggior parte delle armi venne venduta al Portogallo nel corso del 1938. Le MG 13 rimaste nei magazzini in Germania, allo scoppio della seconda guerra mondiale vennero assegnate alle unità di seconda linea della Wehrmacht, impiegate come mitragliatrice di coda nel bombardiere in picchiata Junkers Ju 87 Stuka della Luftwaffe, e nei reparti della Polizei.
In Portogallo l'arma rimase in servizio fino alla fine degli anni quaranta con il nome "Metralhadora 7,92 mm m/938 Dreyse", e venne impiegata durante la guerra coloniale portoghese.  Il governo della Cina nazionalista importò l'arma insieme ai 10 Panzer I acquistati dalla Germania, usandola contro l'Esercito imperiale giapponese durante la seconda guerra sino-giapponese, in particolare nel corso della battaglia di Nanchino. L'arma prese parte anche alla guerra civile spagnola in quanto equipaggiava i 106 Panzer I consegnati alle forze nazionaliste della Germania nazista, ed utilizzati in combattimento contro le forze repubblicane.

## Tecnica
La MG 13 era una mitragliatrice raffreddata ad aria, in calibro 7,92 mm, con funzionamento a corto rinculo. Il ciclo di sparo con partenza ad otturatore chiuso, e alimentazione con caricatori prismatici da 25 colpi o a tamburo da 75 alloggiata sopra l'arma. La maniglia di armamento era posizionata sul lato destro. La canna era ricoperta da un manicotto di raffreddamento traforato, e la mitragliatrice aveva una impugnatura a pistola. La MG 13 era dotata di un calcio pieghevole e di maniglione di trasporto, e poteva essere installata su un treppiede allungabile, per il tiro contraereo. Il peso era di 12 kg.

## Versioni
- MG 13: versione standard.
- MG 13k: versione corta (kurz), con lunghezza della ridotta a 600 millimetri.[4]
- MK 13kd: versione corta con canna pesante, per raffiche più prolungate.

## Paesi utilizzatori

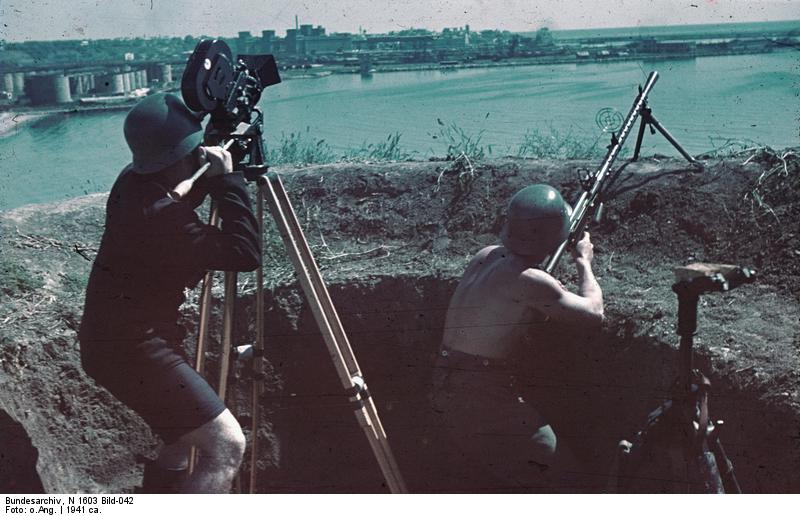
Una mitragliatrice MG 13 sistemata a difesa del porto di Costanza, in Romania. Il cineoperatore della Kriegsmarine Horst Grund riprende l'azione con una cinepresa.

Cina
- Guómín Gémìng Jūn

 Germania
- Luftwaffe
- Wehrmacht

 Portogallo
- Exército Português

 Germania
- Reichswehr

 Spagna
- Ejército Nacional

## Cultura di massa
La mitragliatrice MG13 è stata citata dallo scrittore Jean-Patrick Manchette in uno dei suoi romanzi.

### Annotazioni
1. ↑  Si trattava di 102 Ausf A, Ausf B e 4 Kleiner Panzer Befehlswagen I consegnati a partire dall'ottobre 1936.

### Fonti
1. 1 2 3 4  Smith 1973, p. 137.
2. 1 2 3 4 5 6 7 8 9 10  Storia & Battaglie n.82, luglio-agosto 2008, p. 145.
3. 1 2  "Panzerkampfwagen I." Archiviato il 5 aprile 2018 in Internet Archive. achtungpanzer.com. Retrieved: 4 December 2013.
4. 1 2 3 4 5 6  Storia & Battaglie n.82, luglio-agosto 2008, p. 146.
5. ↑  "MG 13 'Dreyse' machine gun (Germany) ." world.guns.ru. Retrieved: 4 December 2013.

### Periodici
- (DE)  Karl R. Pawlas, Das MG 13 (Dreyse), in Waffen-Revue Nr. 28, Nürnberg.
- Armi del Terzo Reich, in Storia & Battaglie, n. 82, Vicchio, luglio-agosto 2008,  pp. 145-146.